# Курбанов, Гусейн Багаутдинович
Гусе́йн Багаутди́нович Курба́нов (род. 7 мая 1974, Каспийск) — российский боксёр, представитель средней весовой категории. Выступал за сборную России по боксу на всём протяжении 1990-х годов, бронзовый призёр чемпионата Европы, двукратный чемпион России, победитель и призёр многих турниров международного уровня. На соревнованиях представлял Республику Дагестан, мастер спорта России международного класса.

## Биография
Гусейн Курбанов родился 7 мая 1974 года в городе Каспийске Дагестанской АССР. Активно заниматься боксом начал в возрасте пятнадцати лет, проходил подготовку в каспийской Специализированной детско-юношеской спортивной школе олимпийского резерва под руководством тренеров Джабраила Ганапиевича Минкаилова и Зубера Гаджиевича Джафарова.
Впервые заявил о себе в 1992 году — выиграл бронзовую медаль на чемпионате Европы среди юниоров в Эдинбурге и стал серебряным призёром юниорского чемпионата мира в Монреале.
Наибольшего успеха в своей спортивной карьере добился в сезоне 1993 года, когда в средней весовой категории одержал победу на чемпионате России и благодаря череде удачных выступлений удостоился права защищать честь страны на чемпионате Европы в Бурсе, откуда впоследствии привёз награду бронзового достоинства — в полуфинале проиграл румыну Франчиску Ваштагу. В следующем сезоне отметился выступлением на Кубке мира в Бангкоке, дошёл здесь до стадии четвертьфиналов.
В 1995 году Курбанов стал бронзовым призёром российского национального первенства и выступил на Всемирных военных играх в Риме, где, тем не менее, попасть в число призёров не сумел. На чемпионате России 1996 года вновь был лучшим среди всех своих соперников в среднем весе. Последний раз показал сколько-нибудь значимый результат на всероссийском уровне в сезоне 1999 года, когда на чемпионате России в Челябинске выиграл бронзовую медаль в зачёте второй средней весовой категории. За выдающиеся спортивные достижения был удостоен почётного звания «Мастер спорта России международного класса».
Имеет высшее образование, в 1998 году окончил Дагестанский государственный технический университет.